# Stenasellus mongnatei
Stenasellus mongnatei là một loài chân đều trong họ Stenasellidae. Loài này được Magniez & Panitvong miêu tả khoa học năm 2005.